# Saint-Firmin (Altos Alpes)
 Saint-Firmin  es una población y comuna francesa, situada en la región de Provenza-Alpes-Costa Azul, departamento de Altos Alpes, en el distrito de Gap y cantón de Saint-Firmin.

## Demografía
| 554 | 515 | 535 | 465 | 408 | 438 |
| Para los censos de 1962 a 1999 la población legal corresponde a la población sin duplicidades (Fuente: INSEE [Consultar]) |     |     |     |     |     |